# Abau
L'abau est une langue papoue parlée en Papouasie-Nouvelle-Guinée, dans la province de Sandaun.

## Classification
L'abau fait partie des langues sepik, une famille de langues papoues.

## Phonologie
Les  voyelles de l'abau sont :

### Voyelles
|         | Antérieure | Postérieure |
| ------- | ---------- | ----------- |
| Fermée  | i [i]      | u [u]       |
| Moyenne | e [e]      | o [o]       |
| Ouverte |            | ɑ [ɑ]       |

### Consonnes
Les consonnes de l'abau sont :
|              |              | Bilabiales | Alvéolaires | Dorsales | Dorsales | Glottales |
| ------------ | ------------ | ---------- | ----------- | -------- | -------- | --------- |
| Palatales    | Vélaires     | Bilabiales | Alvéolaires |          |          | Glottales |
| Occlusives   | Occlusives   | p [p]      |             |          | k [k]    |           |
| Fricative    | Fricative    |            | s [s]       |          |          | h [h]     |
| Nasale       | Nasale       | m [m]      | n [n]       |          |          |           |
| Battue       | Battue       |            | ɾ [ɾ]       |          |          |           |
| Semi-voyelle | Semi-voyelle | w [w]      |             | y [ j]   |          |           |

### Allophones
L'inventaire consonantique est pauvre mais compte de nombreux allophones. Les occlusives sont aspirées en position finale, et [p] varie dans les autres contextes avec [b]. La glottale [h] a des allophones [ɸ], [m̥] et [n̥]. La battue [ɾ] apparaît en fin de mot, alors qu'en début de mot, elle est réalisée [d] ou [ɺ] représentée dans l'orthographe par /l-/. En position médiane, elle est [ɺ] ou [ɾ].

## Écriture
L'abau s'écrit avec l'alphabet latin.
| Caractère     | Caractère | Caractère | Caractère | Caractère | Caractère | Caractère | Caractère | Caractère | Caractère | Caractère | Caractère | Caractère | Caractère | Caractère |
| ------------- | --------- | --------- | --------- | --------- | --------- | --------- | --------- | --------- | --------- | --------- | --------- | --------- | --------- | --------- |
| a             | e         | h         | i         | k         | l         | m         | n         | o         | p         | r         | s         | u         | w         | y         |
| Prononciation |           |           |           |           |           |           |           |           |           |           |           |           |           |           |
| ɑ             | e         | h         | i         | k         | l         | m         | n         | o         | p         | ɾ         | s         | u         | w         | j         |

## Sources
- (en) Arjen Lock, 1997, Abau Organized Phonological Data, manuscrit, Ukarumpa, SIL International.